# Giorgino
Giorgino é o primeiro filme (longa-metragem) de Laurent Boutonnat com Mylène Farmer, com estreia francesa a 5 de outubro de 1994.
Um duplo DVD saiu em 5 de dezembro de 2007, bem 13 anos depois da primeira estreia do filme.

## História
Em Outubro 1918, depois da Primeira Guerra Mundial, Giorgio Volli, um jovem médico que voltou à vida civil, está à procura de um grupo de crianças de quem se ocupou antes da guerra.
Logo, a busca tomará forma de um esconde-esconde com a morte: Giorgio acha-se num velho orfanato com muros sinistros e com hordas de lobos. É ali  que ele encontrará a misteriosa Catherine.

## Elenco
- Jeff Dahlgren: Doutor Giorgio Volli, apelido Giorgino
- Mylène Farmer: Catherine Degrâce
- Jean-Pierre Aumont: Doutor Sébastien Degrâce
- Joss Ackland: Abade Glaise
- Louise Fletcher: Estalajadeira
- Frances Barber: Marie
- Albert Dupontel: Enfermeiro
- Christophe Thompson: Jovem capitão